# Томилко Інна Володимирівна
Інна Володимирівна Томилко (нар. 7 березня 1994) — українська футболістка та футзалістка, півзахисниця.

## Клубна кар'єра
Футбольну кар'єру розпочала в складі «Легенди». У чемпіонаті України дебютувала 2009 року. Дебютним голом у складі чернігівського клубу відзначилася 26 квітня 2014 року на 61-й хвилині переможного (5:1) виїзного поєдинку 2-о туру чемпіонату України проти «Родини-Ліцею». Інна вийшла на поле в стартовому складі та відіграла увесь матч. У 2010 році також перебувала в заявці на сезон, але на поле в чемпіонаті України не виходила. З 2011 по 2015 рік зіграв ще 56 матчів (3 голи) в чемпіонаті України. За цей час вигравала чемпіонат України та одного разу кубок України.
У 2006 році приєдналася до «Житлобуду-2». Дебютувала у футболці харківського клубу 24 квітня 2016 року в виїзному (3:0) поєдинку 1-о туру чемпіонату України проти «Ятрань-Берестівця». Томилко вийшла на поле в стартовому складі, а на 57-й хвилині його замінила Любов Мохнач. Дебютувала за «Житлобуд-2» 15 травня 2016 року на 83-й хвилині переможного (12:0) домашнього поєдинку 4-о туру чемпіонату України проти «Родини-Ліцею». Інна вийшла на поле на 46-й хвилині, замінивши Яну Калініну. У харківському клубі провела три сезони, зіграла 26 матчів (3 голи) в чемпіонаті України. У сезоні 2017/18 років зіграла 2 матчі в жіночій Лізі чемпіонів. Дворазова чемпіонка України.
У сезоні 2017/18 років також захищала кольори футзального клубу AFC 5G.

## Кар'єра в збірній
Захищала кольори збірної України на юнацькому рівні. У збірній Україні WU-17 дебютувала 6 жовтня 2010 року в програному (0:1) поєдинку жіночого чемпіонату Європи WU-17 2010 проти одноліток з Австрії. Інна вийшла на поле в стартовому складі та відіграла увесь матч. На чемпіонаті Європи 2010 зіграла 2 поєдинки.
За збірну України WU-19 дебютувала 17 вересня 2011 року в переможному (2:0) поєдинку 1-о туру чемпіонату Європи WU-19 проти Словаччини. Томилко вийшла на поле в стартовому складі та відіграла увесь матч, а на 40-й хвилині відзначилася голом. На чемпіонаті Європи WU-19 2011 зіграла 3 матчі. Загалом же в команді WU-19 зіграла 9 матчів, відзначилася 1 голом.

## Досягнення
«Легенда»
- Вища ліга чемпіонату України
  -  Чемпіон (1): 2009
  -  Срібний призер (3): 2011, 2013, 2015
  -  Бронзовий призер (1): 2014

- Кубок України
  -  Володар (1): 2009
  -  Фіналіст (3): 2011, 2013, 2015

«Житлобуд-2»
- Вища ліга чемпіонату України
  -  Чемпіон (2): 2016, 2017
  -  Срібний призер (1): 2017/18